# Пунем
Пуне́м (рос. Пунем) — присілок у складі Увинському районі Удмуртії, Росія.

## Населення
Населення — 50 осіб (2010; 71 в 2002).
Національний склад станом на 2002 рік:
- удмурти — 87 %

## Урбаноніми[3]
- вулиці — Садова
- провулки — Клубний